# Groupe F. Dufresne
Le Groupe F. Dufresne est une entreprise canadienne présente dans les domaines de la vente au détail de produits pétroliers (mazout et carburants à moteur), la vente en gros de produits pétroliers, l'exploitation de dépanneurs, dans le domaine de la logistique de transport pétrolier ainsi que dans la restauration rapide. La société est née le 15 juin 1950 sous le nom de Dufresne et fils enr. Le Groupe F. Dufresne emploie au-delà de 1300 personnes.

## Activités
- Vente de carburants à moteur sous la bannière EKO.
- Vente de carburants à moteur et de produits de dépanneur sous la bannière Pétro-Canada
- Exploitation de dépanneurs sous la marque de commerce SPRINT
- Vente de mazout de chauffage et de diesel commercial sous la marque de commerce F. Dufresne
- Vente, installation et entretien d'appareils de chauffage sous la marque de commerce F. Dufresne
- Vente de carburants à moteur sous la bannière Sonerco.
- Vente de carburants à moteur sous la bannière Axco.
- Transport de produits pétroliers par l'intermédiaire de Transport Norcité
- Gestion et commercialisation du programme de récompense Milliplein
- Gestion et commercialisation de la chaîne de restauration rapide Topla!

## Historique
Fondée en 1950, l'entreprise artisanale vend du mazout de chauffage surtout dans la ville de Québec. Dès 1965 elle offre le service d'entretien des systèmes de chauffage. 
En 1978, l'entreprise se diversifie en implantant son premier poste d'essence sous la bannière EKO et en 1983 elle fait l'acquisition de la distribution de mazout de chauffage de Gulf Canada pour la grande région de Québec. 
C'est en 1995 qu'elle conclut un partenariat avec Petro-Canada visant l'acquisition d'un réseau d'une quarantaine de stations-service au Saguenay, au Lac Saint-Jean et sur la Côte-Nord du Québec. Le Groupe F. Dufresne voit à la gestion et la commercialisation du réseau Petro-Canada dans ces secteurs.
C'est en 1997 qu'elle implante son nouveau programme de récompense basé sur l'accumulation par ses membres de millilitres d'essence gratuite; le programme "Milliplein" compte aujourd'hui près de 300 000 membres au Québec ainsi que plusieurs partenaires tels que les quincailleries Canac, la société d'assurances La Capitale et EKO.
En 2001, l'entreprise de logistique de transport de produits pétroliers Transport Norcité inc. voit le jour et dessert aujourd'hui plusieurs importantes sociétés pétrolières au Québec.
En 2009, l'entreprise conclut un autre partenariat avec Petro-Canada visant l'acquisition d'un réseau de 25 stations-service en Gaspésie. Quelques mois plus tard, le Groupe F. Dufresne fait l'acquisition des réseaux de distribution Sonerco et Axco, comptant au total 105 points de vente répartis à travers le Québec. Aujourd'hui, l'entreprise familiale compte donc environ 200 stations-service (certaines comprenant dépanneur, lave-auto, restauration rapide, garage, etc.) répartis à travers le Québec. Du nord au sud, en partant de Natashquan vers Waterloo aux abords des États-Unis, et d'est en ouest, de Gaspé à Notre-Dame-du-Nord aux frontières de l'Ontario.
En 2013, l'entreprise accroît son partenariat avec Petro-Canada en acquérant les dépanneurs Petro-Canada de la région de Rimouski et des environs.
En 2014, le Groupe F. Dufresne lance la chaîne de restauration rapide Topla!
En 2016, l'entreprise fait l'acquisition de Les Huiles Garant inc., une entreprise de Québec et débute par le fait même son service de vente de carburants commerciaux destiné notamment à l'industrie de la construction et aux agriculteurs.
En 2017, le Groupe lance sa propre marque de dépanneurs, baptisée Sprint, et commence son déploiement à l'échelle provinciale en rénovant la totalité de ses dépanneurs corporatifs. La même année, le Groupe fait l'acquisition de 5 dépanneurs corporatifs sous les bannières Petro-Canada, Ultramar et Shell situés à Princeville, Lac-Beauport, Trois-Rivières, Sherbrooke et Ste-Croix.
En 2020, l'entreprise accroît son partenariat avec Petro-Canada en acquérant les 98 dépanneurs et stations-service Petro-Canada des régions administratives de la Capitale-Nationale, de Chaudière-Appalaches, du Bas-Saint-Laurent, de la Mauricie, du Centre-du-Québec, de même que tous les établissements Petro-Canada du Nouveau-Brunswick, portant son nombre d'établissements à environ 285 au total,, incluant près d'une centaine d'établissements corporatifs.
En 2022, l'entreprise fait l'acquisition des 26 dépanneurs et stations-service Petro-Canada et 3 restaurants A&W des Pétroles Alcasyna dans la région administrative de l'Abitibi-Témiscamingue, portant son nombre d'établissements à environ 315 au total, incluant près de 115 établissements corporatifs.

## Filiales
Le Groupe F. Dufresne exploite plusieurs sociétés et marques de commerce (en ordre de d'historique):
- F. Dufresne (Distribution de mazout, vente et service d'équipements de chauffage et climatisation)
- EKO (Réseau de stations-service concentré dans l'Est du Québec) (Québec)
- Milliplein (Programme de récompense)
- Norcité (Transport et logistique de produits pétroliers au Québec)
- Sonerco (Réseau de stations-service réparties à travers le Québec)
- Axco (Réseau de stations-service réparties à travers le Québec)
- Topla! (Chaîne de restauration rapide axée sur les pâtes)
- Sprint (Réseau de dépanneurs)